# Íránský jaderný program

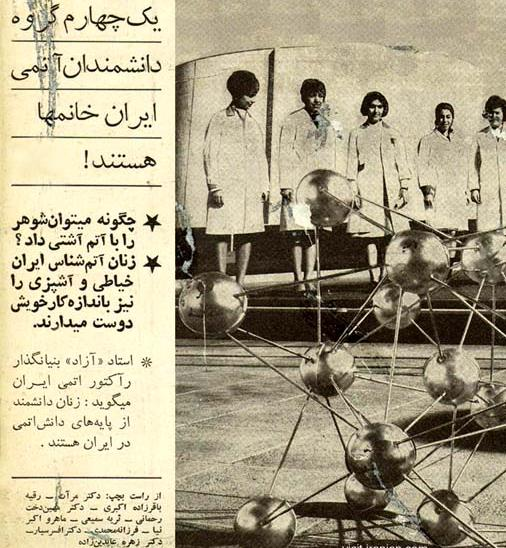
Íránské noviny s fotografií jaderných vědkyň. V popisku stojí: „Čtvrtinu íránských jaderných vědců tvoří ženy.“ (1968)

Íránský jaderný program byl spuštěn v 50. letech 20. století za pomoci Spojených států amerických jako součást programu Atomy pro mír. Účast USA a západní Evropy pokračovala až do Íránské islámské revoluce roku 1979, kdy byl sesazen šáh Muhammad Rezá Pahlaví.
Po revoluci byl tajný program na výzkum jaderných zbraní rozpuštěn Rúholláhem Chomejním, který rozhodl, že jaderné zbraně jsou muslimskou etikou a právní vědou zakázány. Írán podepsal smlouvy, kterými odmítl držení zbraní hromadného ničení, včetně zbraní biologických, chemických a jaderných.
Íránský jaderný program zahrnoval několik výzkumných míst, dva uranové doly, výzkumný reaktor a zařízení na zpracování uranu včetně tří známých zařízení na obohacování uranu.
První íránská jaderná elektrárna Búšehr I byla dokončena s výraznou pomocí ruské vládní agentury Rosatom a oficiálně spuštěna 12. srpna 2011. Írán poté oznámil, že pracuje na nové jaderné elektrárně v Darchovinu o výkonu 360 MW a že bude usilovat o otevření více středně velkých jaderných elektráren a uranových dolů v budoucnu.

## Zóna bez jaderných zbraní na Blízkém východě
Historicky, dokud se jeho vlastní jaderný program nezačal rozvíjet, Írán důsledně podporoval vytvoření zóny bez jaderných zbraní na Blízkém východě. V roce 1974, když v regionu rostly obavy z izraelského programu jaderných zbraní, Írán ve společné rezoluci Valného shromáždění OSN formálně navrhl koncepci zóny bez jaderných zbraní na Blízkém východě. 

## Historie

### Počátky a následné zastavení jaderného programu (1957–1989)

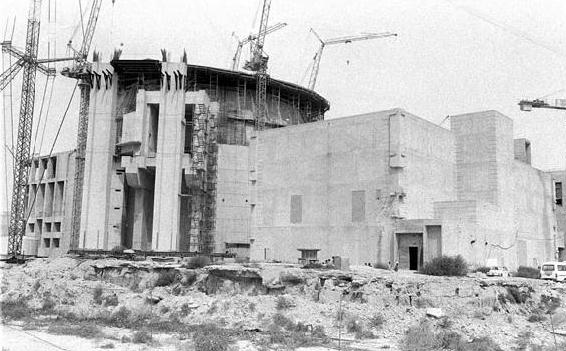
Jaderná elektrárna Búšehr ve výstavbě (70. léta 20. století)

V roce 1957 podepsal Muhammad Rezá Pahlaví se Spojenými státy americkými dohodu o spolupráci na jaderném programu. Šlo o součást programu amerického prezidenta Dwighta D. Eisenhowera s názvem Atomy pro mír. Výsledkem spolupráce bylo vybudování prvního jaderného výzkumného střediska v Íránu, konkrétně v Teheránu.
Roku 1970 Írán podepsal Smlouvu o nešíření jaderných zbraní. V roce 1974 šáh zřídil Íránskou organizaci pro jadernou energii a představil dvacetiletý plán výstavby jaderných elektráren s celkovou plánovanou kapacitou o výkonu 23 000 MW. Následně podepsal smlouvy se západními firmami. Francouzskému konsorciu firem Eurodif zaplatil miliardu dolarů za 10% podíl akcií výměnou za vybudování zařízení na obohacení uranu. Západoněmecká firma Siemens zase měla postavit dva tlakovodní reaktory v Búšehru. V roce 1975 začala výstavba Jaderné elektrárny Búšehr. V jednáních byla dodávka dalších reaktorů od francouzské firmy Framatome.
Po vítězství islamistů v íránské revoluci roku 1979 došlo k výraznému zbrždění jaderného programu. Rúholláh Chomejní byl k jadernému programu nepřátelský, jelikož ho vnímal jako symbol západního vměšování do Íránu. V osmdesátých letech, během irácko-íránské války, byl program dále poškozen, jelikož Irák útočil také na cíle spojené s jaderným programem. Rozestavěná Jaderná elektrárna Búšehr se několikrát stala terčem útoku, což vedlo společnost Siemens ke stažení se z výstavby.

### První obnova jaderného programu (1990–2012)

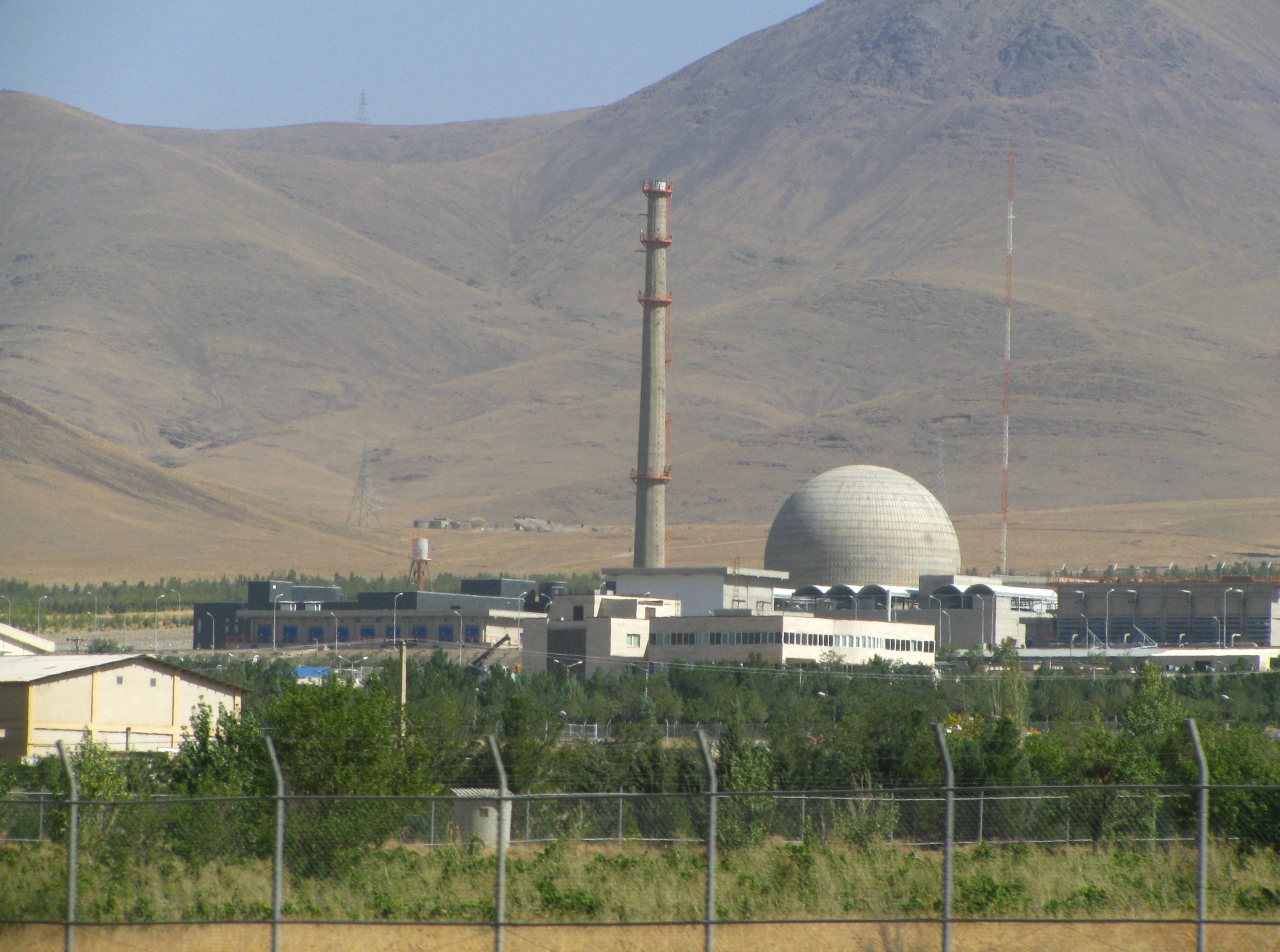
Těžkovodní reaktor IR-40 u Aráku (2012)

V devadesátých letech došlo k obnově jaderného programu, a to ve veřejné i tajné formě. Veřejně Írán oznámil spolupráci s Ruskem a Čínou na rozvoji jaderných elektráren. Například dostavbu Jaderné elektrárny Búšehr převzala ruská firma (dostavěna byla až v roce 2011). Čína zase poskytla expertízu v těžbě uranu a v jaderném výzkumu. Nicméně v tajném režimu Írán vybudoval zařízení na obohacování uranu a prováděl výzkum vedoucí k vývoji jaderných zbraní (projekt AMAD pod vedením Mohsena Fachrízádeha), a to bez mezinárodního dohledu. V téže době Írán čerpal z práce pákistánského jaderného vědce Abdula Kádira Chána a vybudoval několik prvních centrifug na obohacování uranu. Došlo také k experimentům s fluoridem uranovým.
V roce 2000 Írán, podle čínských plánů, dokončil zařízení na konverzi uranu v Isfahánu. V téže době díky čínské spolupráci začal těžit uran ze svých dolů u města Sadogh v provincii Jazd a u města Bandar Abbás. Současně byla před dokončením jaderná zařízení na obohacování uranu v Natanzu a Aráku. Obě zařízení byla budována bez vědomí Mezinárodní agentury pro atomovou energii (MAAE). V roce 2002 opoziční exilová Národní rada odporu Íránu odhalila existenci těchto dvou zařízení. Toto bylo následně potvrzeno s pomocí satelitních snímků. Odhalení vedlo k zásadní diplomatické krizi.
Krátce poté, v roce 2003, Írán podepsal s Francií, Spojeným královstvím a Německem tzv. Teheránskou dohodu, ve které se zavázal dočasně zastavit celý jaderný program a zařízení zpřístupnit mezinárodní kontrole. Mezinárodní agentura pro atomovou energii poté íránský jaderný program vyšetřovala a zjistila řadu nesrovnalostí v předložených dokumentech. V roce 2005 MAAE v závěrečné zprávě uvedla, že íránský jaderný program nesplňuje standardy organizace a že by měla zasáhnout OSN. Írán reagoval vypovězením dohody a obnovou jaderného programu.  Roku 2006 íránský prezident Mahmúd Ahmadínežád ohlásil, že Írán dosáhl 3,5% obohacení uranu-235, což bylo dostatečné obohacení pro jadernou energetiku (na jadernou bombu je potřeba obohacení U-235 na 90 %). Šlo o první veřejné prohlášení, ve kterém Írán dosáhl plného jaderného cyklu od těžby po využití v energetice. Krátce poté Rada bezpečnosti OSN vydala rezoluci č. 1696, ve které Írán vyzvala k zastavení obohacování uranu. Írán výzvu odmítl a OSN poté zavedla sankce (například rezolucí č. 1737 z roku 2006). Sankce necílily jen na jaderný program, ale také na obchod a jiné finanční toky (například embargo na íránskou ropu ze strany Evropské unie).
V roce 2007 již Írán disponoval třemi tisíci centrifug typu IR-1. Členské státy Rady bezpečnosti OSN se snažily Írán diplomaticky přimět k zastavení obohacování uranu, ale neuspěly. Írán hájil své „právo“ na obohacování uranu pro energetické účely. Roku 2009 USA odhalily další tajné jaderné zařízení, tentokrát u města Qom, které bylo vybudováno ve skále u bývalé základny islámských revolučních gard. Podle zpravodajských informací výstavba tohoto zařízení začala v roce 2006. V červnu 2010 byla v reakci na zjištění OSN přijata rezoluce č. 1929, která zavedla novou várku sankcí.
USA a Izrael provedly v letech 2009 až 2010 kybernetický útok na íránská jaderná zařízení, kdy do tamních systémů nasadily počítačového červa Stuxnet. V letech 2010 až 2012 došlo k zabití čtyř íránských jaderných vědců. Atentáty byly připisovány agentům z USA a Izraele. Přesto podle zpráv Írán v roce 2013 disponoval již 18 000 centrifugami (zejména typu IR-1). V zásobě měl mít deset tun uranu obohaceného na 3,5 % a 370 kg uranu obohaceného na 20 %. Podle západních politiků dělilo Írán od vytvoření jaderné bomby „jen několik měsíců“.

### Pokus o diplomatické řešení (2013–2020)

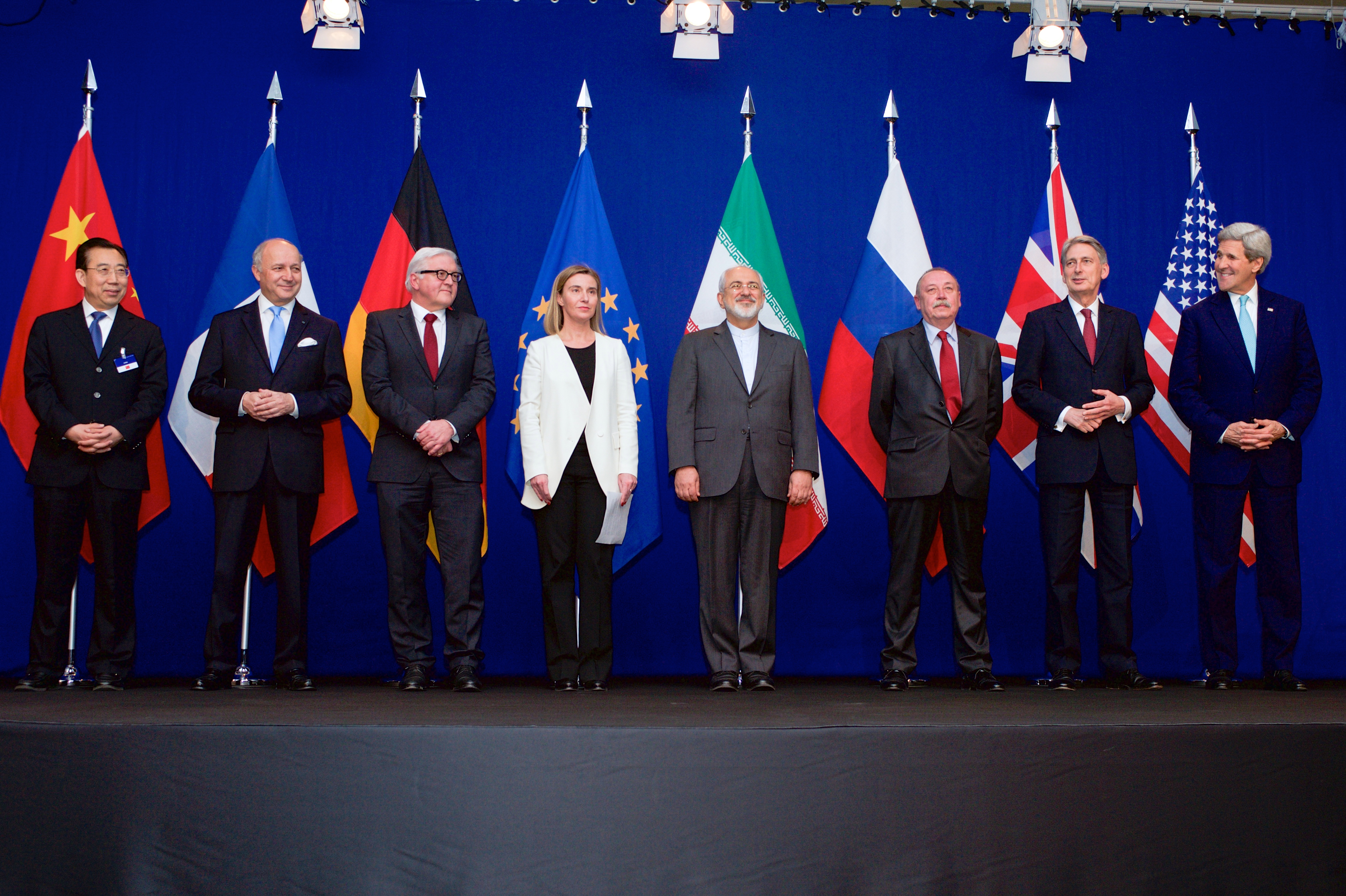
Mezinárodní jednání k dohodě o íránském jaderném programu v Lausanne (2015)

Nový prezident Íránu Hasan Rúhání v roce 2013 projevil ochotu diplomaticky jednat o omezení jaderného programu výměnou za zrušení sankcí. V listopadu 2013 byl mezi státy Rady bezpečnosti OSN a Íránem přijat Společný akční plán (JPOA). Ten dočasně zastavil klíčové oblasti jaderného programu. Írán výměnou za rozvolnění sankcí souhlasil se zastavením obohacování uranu nad úroveň 5 % a s rozložením zásob uranu obohaceného na hranici 20 %. V červenci 2015 bylo dosaženo finální dohody s názvem Společný komplexní akční plán (JCPOA). Írán souhlasil s omezením programu minimálně na jednu dekádu a otevření se dalšímu mezinárodnímu dohledu. Írán nesměl obohatit uran nad úroveň 3,67 % a maximální zásoba obohaceného uranu mohla činit 300 kg. Současně mělo dojít k demontáži centrifug a funkčních jich mohlo být jen pět tisíc.
MAAE současně získala možnost provádět neohlášené kontroly íránských jaderných zařízení. Podle expertů dohoda fungovala až do nástupu Donalda Trumpa, který ji z politických důvodů označil „nejhorší dohodou, která kdy byla vyjednána“. Slíbil, že vyjedná lepší, ale to se mu nepovedlo.
V roce 2018 Mosad provedl tajnou operaci, při které získal tisíce dokumentů o íránském jaderném programu. Dokumenty následně sdílel se západními rozvědkami a uvedl, že dokazují, že Írán pracoval na vývoji jaderné bomby. Důkazy zveřejněny nebyly. Írán tato obvinění odmítl. Zjištění však byla jedním z důvodů, proč americký prezident Donald Trump v roce 2018 vypověděl za USA Společný komplexní akční plán. V květnu 2019 poté Írán oznámil, že ruší některé své závazky určené akčním plánem. Krátce poté íránský vědec Alí Akbar Sálehí oznámil, že se Írán vrátí na hranici 5 %. V lednu 2020 USA provedly atentát na Kásima Sulejmáního, velitele speciálních jednotek Quds, a Írán odpověděl kompletním vypovězením Společného komplexního akčního plánu.

### Druhá obnova jaderného programu (po roce 2020)
Během roku 2020 Írán zněkolikanásobil své zásoby obohaceného uranu. V listopadu 2020 byl zavražděn íránský vědec a vedoucí projektu AMAD Mohsen Fachrízádeh. Za pachatele byl označen Izrael. V letech 2021 a 2022 Írán vybudoval celou řadu nových centrifug typu IR-2m, IR-4 a IR-6. V dubnu 2021 byla spáchána sabotáž jaderného zařízení v Natanzu. Írán krátce nato oznámil, že dosáhl obohacení uranu na 60 %. Na začátku roku 2023 měl Írán disponovat již 70 kg uranu obohaceného na 60 %, v listopadu 2024 182 kg, v únoru 2025 274 kg. a poslední zpráva MAAE konstatuje 408 kg k 10. červnu 2025.  O jejich osudu není nic známo, ani o umístění 275 kg materiálu obohaceného na 20 % a 5 tun materiálu s 5 % U235. Írán je jediným "nejaderným" státem, který takový materiál vyrábí a skladuje, což spolu s jeho deklarovanou vizí vymazat stát Izrael z mapy dává důvody k obavám. Od roku 2022 probíhaly pokusy o obnovení diplomatického dialogu. V roce 2024 nový íránský prezident Masúd Pezeškján potvrdil ochotu obnovit diplomatické řešení.
V roce 2024 ovšem vypukl íránsko-izraelský konflikt, kdy se země vzájemně ostřelovaly raketami. Izrael několikrát uvedl, že během náletů cílil také na objekty spojené s íránským jaderným programem.
V lednu 2025 bylo oznámeno, že Írán vyvíjí rakety dlouhého doletu, které by případně mohly nést jaderné hlavice. V březnu 2025 americký prezident Donald Trump zaslal představitelům Íránu dopis, ve kterém nabídl obnovení diplomatických rozhovorů. Na začátku června Trump deklaroval úsilí o uzavření dohody s Íránem. V červnu 2025 však Izrael provedl novou sérii náletů na Írán, kdy již cílil zejména na jaderný program, centra pro zpracování uranu Isfahán, Natanz, Fordo, výrobu raket v u Tabrízu a továrny na centrifugy v Karaji a Teheránu. Útoky také cilily na íránské jaderné vědce a velení Íránské armády a Íránských revolučních gard. Přestože došlo ke zničení nadzemní části jaderného zařízení v Natanzu, provedly po týdnu izraelských útoků na Írán útoky na íránský jaderný program také Spojené státy americké. V operaci „půlnoční kladivo“ byly 22. června z ponorek odpáleny křižující střely Tomahawk na Isfahan a Natanz, zatímco bombardéry B2 Spirit svrhly těžké bomby GBU-57 určené k ničení bunkrů na Fordo a Natanz.
Přestože experti MAAE našli už v březnu 2023 částice uranu obohaceného na 83%, nebylo doloženo, zda a jaké zásoby Írán vlastní. Podle některých v červnu 2025 Írán nebyl před dokončením jaderných bomb. Disponoval sice velkou zásobou obohaceného uranu, ale neměl jiné podstatné technologie k výrobě bomby. Pokud by se rozhodl jadernou bombu vyrobit, potřeboval by podle odhadů nejméně rok. Žádné důkazy poukazující na výrobu samotné jaderné zbraně však nenašla ani inspekce MAAE. Od roku 2001 však její inspektoři neměli přístup a přehled o výrobě centrifug používaných k obohacování uranu. Podle některých pramenů nelze vyloučit další tajnou laboratoř na obohacování uranu, kde by mohlo pracovat až 1000 modernějších typů odstředivek, které by během relativně krátké doby mohly z existujících 400 tun uranu obohaceného na 60% vyrobit 90% surovinu vhodnou k výrobě několika pum v řádu měsíců. Oproti tomu MAAE ve své zprávě poukázala na deklarace nejvyšších představitelů Íránu, že použití jaderné zbraně je v rozporu s islámským právem, a také a na absenci „důvěryhodných indikátorů existence nepřiznaného a systematického jaderného programu“.  Nicméně krátce před izraelskými útoky Rada guvernérů MAAE poprvé za předchozích dvacet let oficiálně uvedla, že Írán neplní své závazky ohledně jaderného programu. Íránský prezident Masúd Pezeškján 3. července 2025 nařídil přerušit spolupráci s Mezinárodní agenturou pro atomovou energii.